# Ruta de les Ermites
La Ruta de les Ermites és una caminada de resistència no competitiva organitzada pel Centre Excursionista de Castellar del Vallès, que forma part del Circuit Català de Caminades de Resistència (CCCR) de la Federació d'Entitats Excursionistes de Catalunya (FEEC).
La 'Ruta de les Ermites' és una prova, de caràcter bianual, i format circular, que es desenvolupa seguint camins de muntanya i té com a objectiu realitzar a peu un recorregut d'uns 47 quilòmetres i un desnivell acumulat de 1.543 metres, que cal realitzar amb un temps màxim de 13 hores. La sortida i arribada és a Castellar del Vallès. Aquest intinerari bianual que s'alterna amb el dels 'Cinc Cims', implica una prova de certa duresa que demana un notable esforç. Sortint de la Plaça del Mirador de Castellar del Vallès, es passa per Santa Maria del Puig de la Creu, Sant Sebastià de Montmajor, Santa Maria del Grau, carretera de Gallifa, Sant Jaume de Vallverd, Sant Llorenç de Savall, Santa Maria del Castell de Pera, Vall d'Horta, Sant Pere de Dalmau o de Mur, Santa Maria de les Arenes, Sant Feliu del Racó, i finalment, s'arriba altra vegada a Castellar del Vallès.